# Joanne Harris
Joanne Michèle Sylvie Harris (ur. 3 lipca 1964 w Barnsley) – angielska pisarka, autorka kilku bestsellerów. 
Urodziła się jako córka Francuzki i Anglika. Studiowała języki współczesne i średniowieczne w St Catharine’s College na Uniwersytecie Cambridge . Zanim została pisarką, pracowała jako księgowa, zielarka, nauczycielka języka francuskiego w męskiej szkole w Leeds. Była również solistką w zespole rockowym.
Zadebiutowała jako autorka w roku 1989 powieścią The Evil Seed (Nasienie zła), nie był to jednak debiut udany. Sukces międzynarodowy odniosła dopiero Chocolat (Czekolada). Powieść ta została sfilmowana w 2000 roku przez reżysera Lasse Hallströma – Czekolada. Główną rolę zagrała w nim Juliette Binoche, ulubiona aktorka pisarki.
Jest mężatką, matką córki Anouschki.